# Xiaoyichun
Emperatriz Xiaoyichun (23 de octubre de 1727 – 28 de febrero de 1775)  fue una noble consorte imperial del emperador Qianlong, perteneciente a la dinastía Qing. Fue póstumamente honrada como una emperatriz porque su hijo devino emperador, aunque nunca ostentó el título de emperatriz mientras estuvo viva.

## Vida
Xiaoyichun pertenecía a la etnia Han por nacimiento. Su nombre familiar era Wei y su hogar ancestral se encontraba en Jiangsu. Su nombre personal es desconocido. Su padre fue Wei Qingtai, que sirvió como guanling, bajo el gobierno Qing. Años más tarde, su nombre familiar sería cambiado al manchú, sonando como Weigiya durante el reinado de su hijo, Jiaqing.
Weigiya era originalmente una dama de compañía del emperador Qianglong. En el año 1745 devino concubina y se le concedió el rango de noble señora. El 9 de diciembre de ese mismo año se le concedió el título de concubina imperial Ling, y posteriormente fue promovida a consorte Ling, el 20 de mayo de 1749, y a noble consorte Ling, el 4 de febrero de 1760. El 28 de julio de 1765 se le concedió el título de noble consorte imperial Ling, el cual estaba justo por debajo del rango de emperatriz. La emperatriz Ulanara falleció en el año 1766 y Qianlong no designó a una nueva emperatriz. Por tanto, fue Weigiya la mujer que ostentó el cargo más alto entre todas las consortes de Qianlong, se hizo cargo del Palacio de las Mujeres y sirvió como emperatriz de facto. Acompañó a Qianlong en sus viajes al monte Tai, Yehol y las zonas del sur del río Yangtsé.
Weigiya falleció el 28 de febrero de 1775 a la edad de 47 años. En marzo de ese mismo año, se le concedió póstumamente el título de "Noble consorte imperial Lingyi", y el 19 de noviembre fue sepultada en el Mausoleo Yuling. Once años más tarde, el emperador Qianlong abdicó en favor de su hijo. Cuando Jianqing accedió al trono, le otorgó el título póstumo de emperatriz Xiaoyichun.

## Descendencia
La emperatriz Xiaoyichun le dio Qianlong cuatro hijos y dos hijas. Entre sus hijos se incluye el emperador Jiaqing.
Sus hijos eran:
- Princesa Gurun Hejing (1756 - 1775).
- Príncipe Yonglu (1757 - 1760).
- Princesa Heshuo Heke (1758 - 1780), casada con Zhalantai de Uya.
- Jiaqing, Príncipe Jia de Primer Rango y nombrado emperador.
- Un hijo (1763 - 1765).
- Príncipe Yonglin (1766 - 1820), ´Príncipe de Segundo Rango.

## Galería

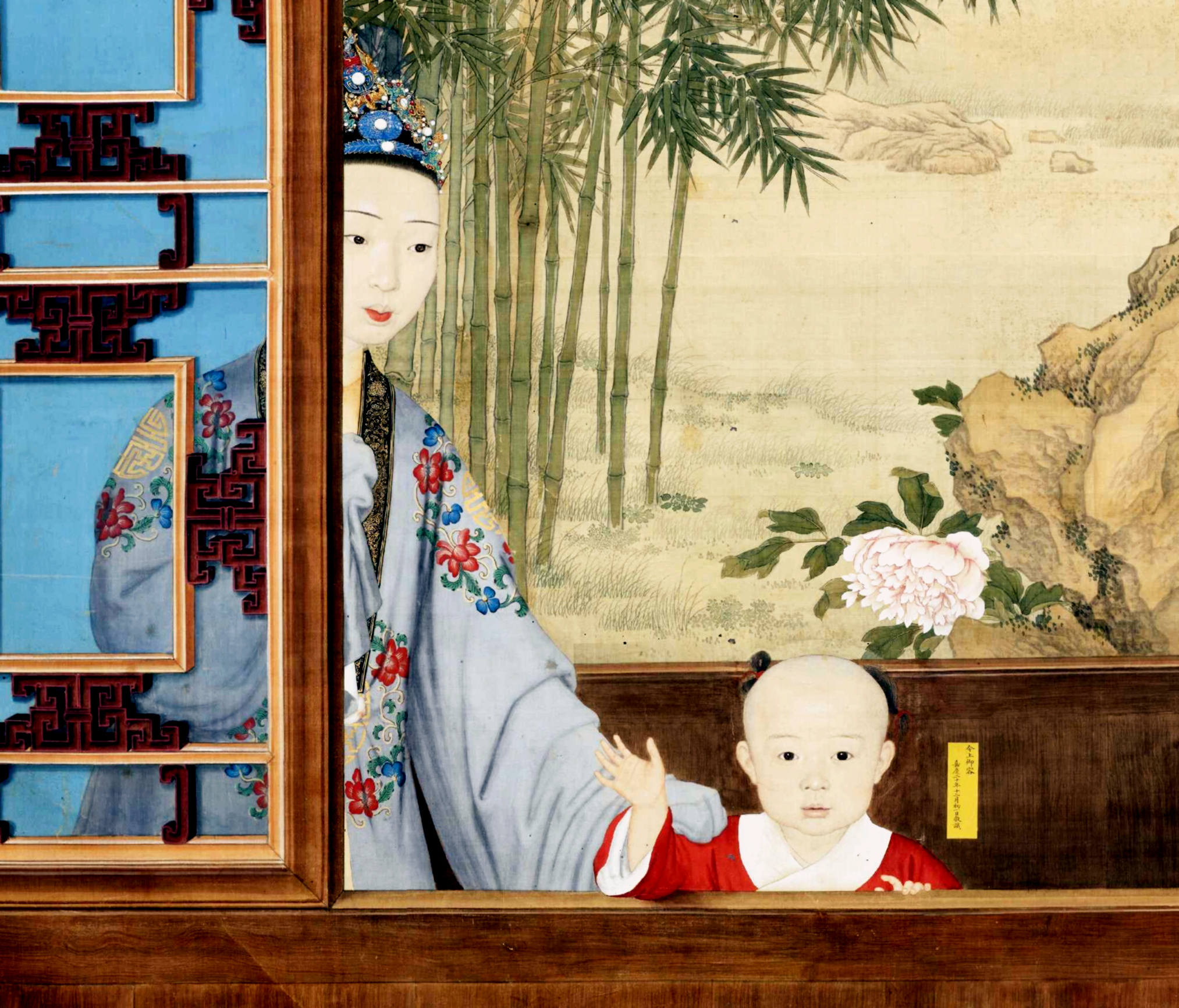
Con vestido diario (con Yongyan)
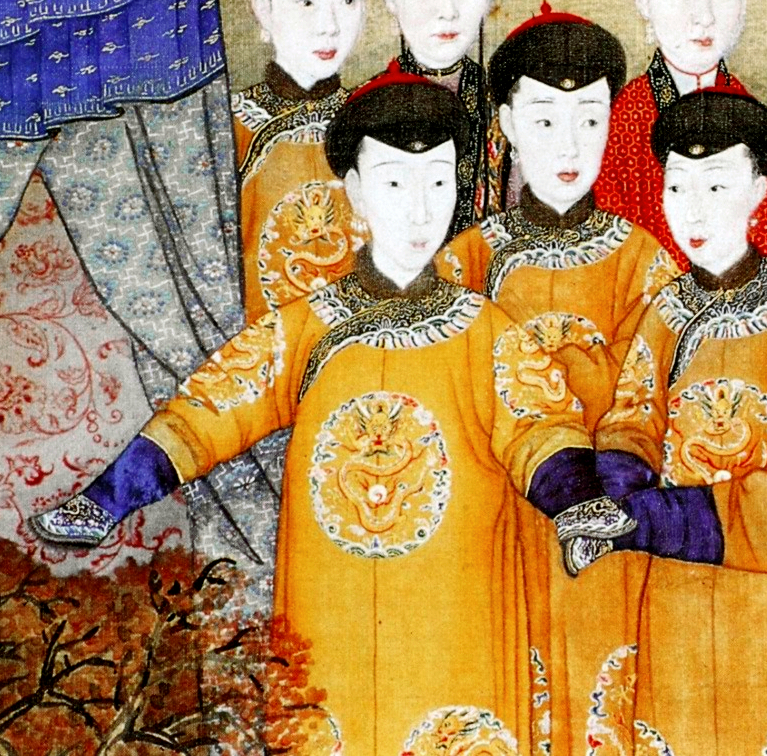
Con vestido ceremonial
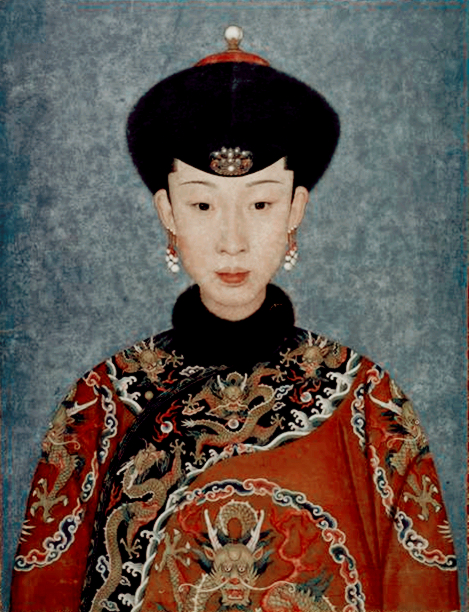
Con vestido ceremonial
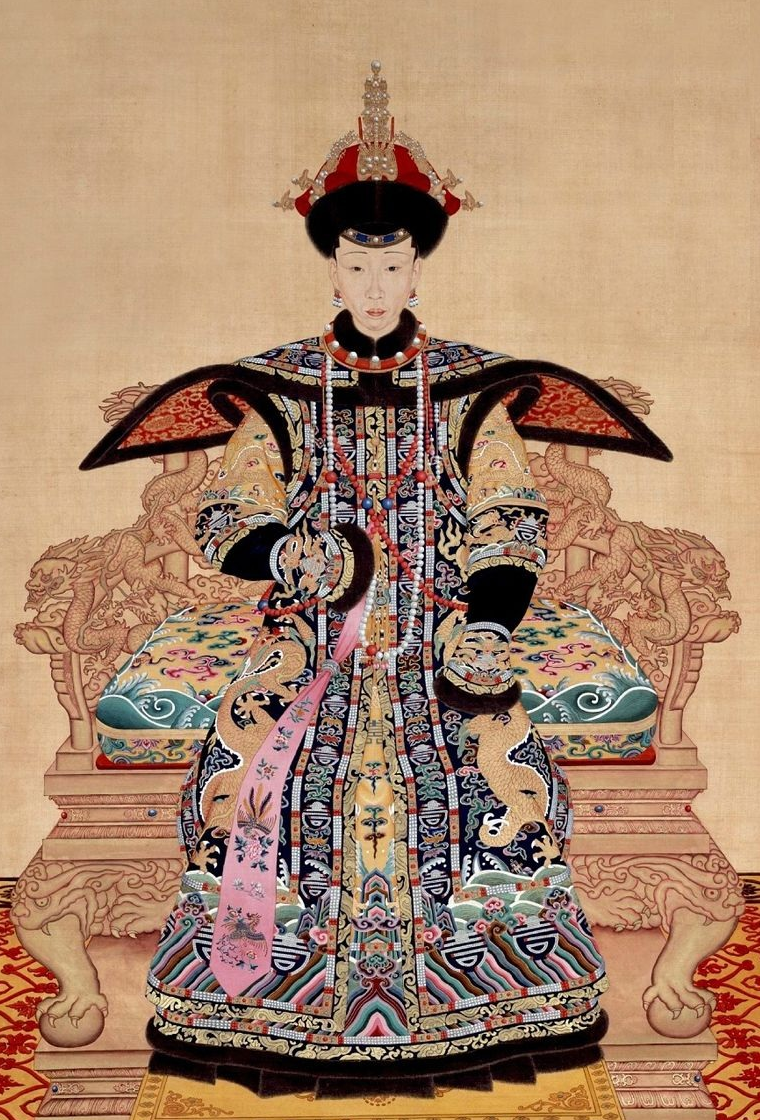
Con vestido de tribunal
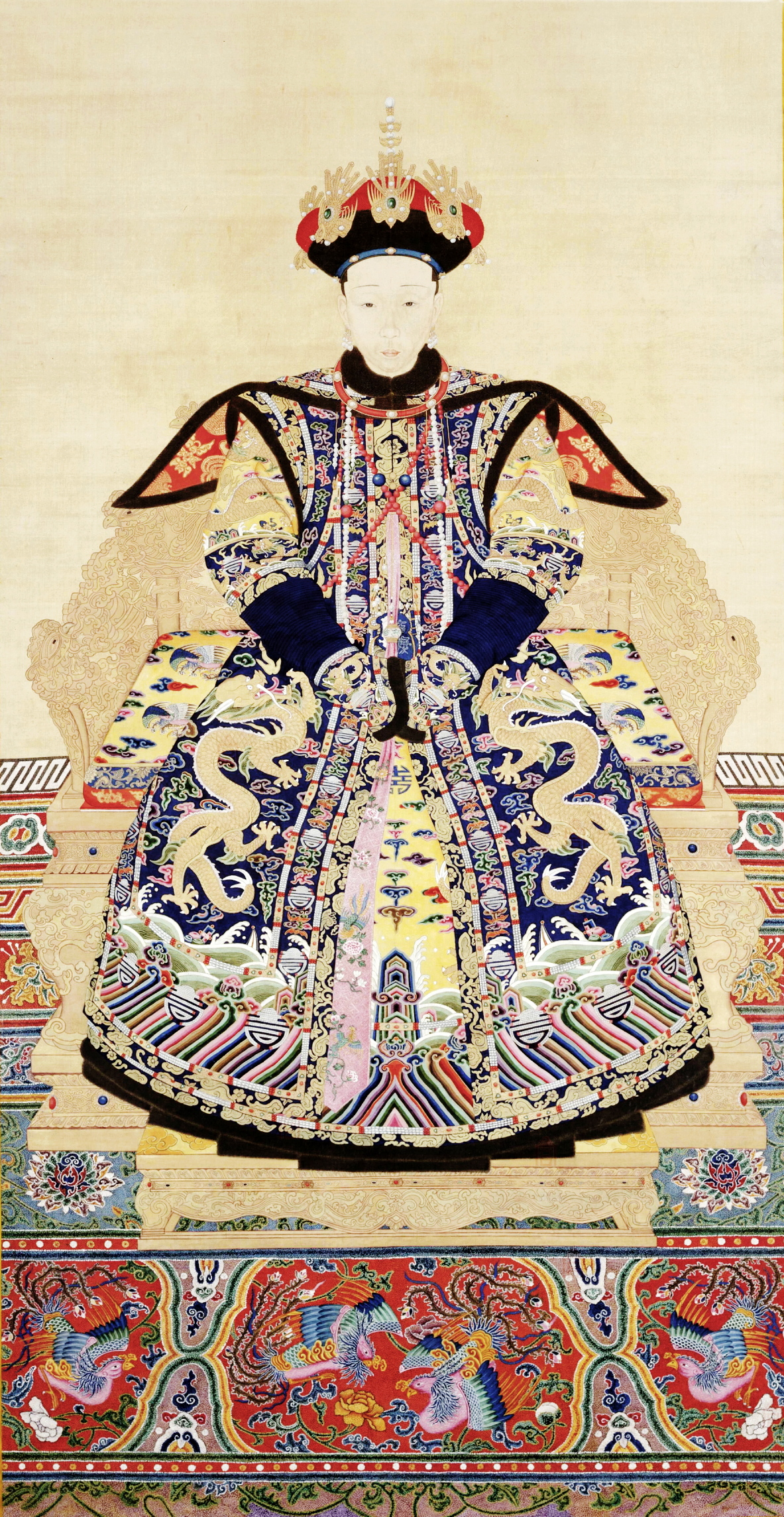
Con vestido de tribunal